# Benjamin Servien
Pour les articles homonymes, voir Servien.
Pas d'image ? Cliquez ici

a Compétitions nationales et continentales officielles uniquement.

Dernière mise à jour le 30 novembre 2021.
Benjamin Servien, né le 26 mai 1985 à Romans-sur-Isère (Drôme), est un joueur français de rugby à XV. Il évolue aux postes de centre ou de demi d'ouverture.

## Biographie
Benjamin Servien est le fils de Jacques Servien, demi d'ouverture de l'US Romans Péage durant les années 1970.

## Statistiques en équipe nationale
- Équipe de France universitaire (3 sélections en 2005-2006).
- Équipe de France des moins de 21 ans (2 sélections).

## Palmarès
- Finaliste du Championnat de France Crabos B en 2002 avec l'US Romans Péage.
- Finaliste de la Coupe Frantz-Reichel en 2005 avec le RC Toulon.
- Vainque du Championnat de France de Pro D2 en 2005 et 2008 avec le RC Toulon.
- Vainqueur du Championnat de France universitaire en 2006 avec l'université de Toulon.